# انریکو باربین
انریکو باربین (ایتالیایی: Enrico Barbin؛ زادهٔ ۴ مارس ۱۹۹۰) دوچرخه‌سوار اهل ایتالیا است.
از باشگاه‌هایی که در آن رکاب زده‌است می‌توان به باردیانی–سی‌اس‌اف اشاره کرد.